# Anneka Svenska
Anneka Svenska (nascida a 26 de janeiro de 1974) é uma conservacionista, apresentadora, atriz, jornalista e ambientalista.
Svenska ganhou atenção da mídia quando liderou o programa OutTHERE do Canal 5. A partir de 2013, organizou vários eventos conservacionistas, incluindo o canal do YouTube Animal Watch, que explora a natureza e a história de vários animais. Svenska, uma apaixonada ativista pelos direitos dos animais, é especialista em comportamento canino. Ela é a fundadora da Green World TV e patrona do Dia Mundial dos Animais.
Svenska é de High Wycombe, Buckinghamshire.

## Vida pessoal
Svenska é casada com Michael Tanaka, filho do empresário nipo-americano Gary Tanaka, e tem dois filhos. Ela às vezes é referida com o nome hifenizado 'Tanaka-Svenska'.